# Manual do Perfeito Idiota Latino-Americano
 Manual do Perfeito Idiota Latino-Americano é um livro sobre política escrito por Plinio Apuleyo Mendoza (en; es) (colombiano), Carlos Alberto Montaner (en; es) (cubano) e Álvaro Vargas Llosa (en; es) (peruano). Originalmente redigido em castelhano e pertencente à tradição panfletária a obra versa, em tom crítico e bem-humorado, sobre a influência que a ideologia esquerdista - notoriamente a linha de pensamento marxista - exerce na América Latina, assim como as consequências que tal sistema de idéias gerou para o povo que habita a referida região. Conceitos consagrados para explicar o atraso do subcontinente, como o "Imperialismo", e também definições comumente tratadas como imprescindíveis para impulsionar o desenvolvimento da América meridional, dentre elas "Estatismo" e "Nacionalismo", são desconstruídos pelos autores, que julgam ser os próprios políticos nacionais, embebidos de concepções de um "marxismo elementar que lhes forneceu uma explicação fácil e plena do mundo", os verdadeiros responsáveis pelo retardamento econômico, social e cultural que o assola. São esses os idiotas, "idólatras contumazes do fracasso" e, como enfatizou o escritor Mario Vargas Llosa, crentes que " somos pobres porque eles são ricos e vice-versa, que a história é uma conspiração bem-sucedida dos maus contra os bons". Para sustentar suas argumentações e denunciar interpretações que, em seus entendimentos, são deturpações explícitas de fatos históricos, os autores analisam eventos como a Revolução Sandinista e a Revolução Cubana, sempre apoiados em dados empíricos. A obra, usando as palavras do próprio Mário Llosa, documentadas no prefácio da versão original, é repleta de humor, porém "trata-se do livro mais sério do mundo; depois de lido, como ocorre com o verso de Vallejo, faz o leitor pensar. E a tristeza logo o assalta".